# Egyptischer-Marsch
Egyptischer-Marsch (Marcia egizia) op. 335, è una marcia di Johann Strauss (figlio).
L'opera fu commissionata per l'apertura ufficiale del canale di Suez, celebrata il 17 novembre 1869 con una cerimonia inaugurale a Porto Said. Nei giorni seguenti 68 navi provenienti da ogni paese del mondo attraversarono il canale e arrivarono a Suez quattro giorni dopo.
L'apertura di questo canale artificiale creò un considerevole giro d'affari in tutto il mondo, anche in quello della musica: nello stesso anno fu inaugurato il Khedivial Opera House del Cairo con il Rigoletto di Giuseppe Verdi.
A Vienna diede invece origine all'opera di Anton Bittner Nach Egypten (In Egitto), presentata al pubblico al Theater an der Wien il 26 dicembre di quell'anno. Fu la marcia dei guerrieri egizi di quest'opera, prima della scena finale, che il pubblico viennese riconobbe nel sinuoso motivo della marcia egizia di Strauss.
Il compositore, sempre attento agli affari, scrisse il pezzo per la stagione di concerti estivi del 1869 a Pavlovsk (per quell'anno insieme al fratello Josef Strauss) e la diresse per la prima volta al Vauxhall Pavilion il 6 luglio a un concerto di beneficenza dei due fratelli.